# Mohamad Ahansal
Mohamad Ahansal (Zagora, 1973) is een Marokkaanse ultraloper. Hij won vijf maal de Marathon des Sables, een zesdaagse ultraloop door de woestijn.
In 1998 won Ahansal voor de eerste maal de 220 km lange Marathon des Sables in een recordtijd van 16 uur, 22 minuten en 29 seconden. Deze prestatie staat ook vermeld in het Guinness Book of Records als snelste oversteek door de woestijn. In 2008 won hij deze wedstrijd opnieuw. Deze keer bestond het parcours uit 245,3 km, die hij voltooide in 19 uur, 27 minuten, en 46 seconden. Ook het jaar erop schreef hij deze wedstrijd op zijn naam in 16:27.26. Door de regen werden er echter geen zes etappes, maar ditmaal vier etappes gelopen van respectievelijk 33, 36, 91 en 42 km.
Mohamad Ahansal woont in de Duitse stad Ingolstadt en komt uit voor MTV Ingolstadt. Zijn broer Lahcen Ahansal is eveneens een bekend ultraloper en won de Marathon des Sables tienmaal.

## Palmares

### halve marathon
- 1999: 4e halve marathon van Berlijn - 1:05.49
- 2004: 4e halve marathon van Ingolstadt - 1:10.14
- 2007:  halve marathon van Ingolstadt - 1:12.09
- 2009: 5e halve marathon van Ingolstadt - 1:12.04
- 2009: 4e halve marathon van Regensburg - 1:12.05

### marathon
- 2000:  marathon van Davos - 3:04.33,1
- 2001: 9e Jungfrau Marathon - 3:07.40,2
- 2001:  marathon van München - 2:28.37
- 2002: 8e Jungfrau Marathon - 3:08.35,8
- 2002:  marathon van Davos - 3:09.00,3
- 2003: 13e Jungfrau Marathon - 3:21.09,0
- 2005:  marathon van Davos - 3:12.53
- 2005:  marathon van Menden - 2:39.12
- 2006: 32e Jungfrau Marathon - 3:35.33,2
- 2007: 11e Jungfrau Marathon - 3:16.28,2
- 2007: 7e marathon van Luxembourg - 2:38.31
- 2007: 4e marathon van Triesenberg - 3:14.50,2
- 2007: 6e marathon van Riffelberg - 3:20.44,3
- 2009:  marathon van Boise - 2:43.25
- 2010: 6e marathon van Regensburg - 2:36.48
- 2011:  marathon van Kourci Dial Zaid - 3:10.45

### ultralopen
- 1998:  Marathon des Sables - 16:22.29 (220 km)
- 2001:  Swiss Alpine in Davos (78 km) - 6:09.51
- 2007:  Swiss Alpine in Davos (78 km) - 6:19.57
- 2008:  Marathon des Sables - 19:27.46 (245 km)
- 2009:  Marathon des Sables - 16:27.26 (202 km)
- 2010:  Marathon des Sables - 19:45.08 (250 km)

### veldlopen
- 2002: 5e Hornlauf in Kitzbühel - 1:04.14
- 2003:  Zugspitz Extremberglauf in Ehrwald - 2:16.17,5
- 2005:  Zugspitz Extremberglauf in Ehrwald - 2:03.46,7
- 2007:  Zugspitz Extremberglauf in Ehrwald - 1:46.28